# Mondial Air Ballons
Le Mondial Air Ballons, anciennement Lorraine Mondial Air Ballons, puis Grand Est Mondial Air Ballons, est un rassemblement de montgolfières.
Il est le plus grand rassemblement au monde devant celui d'Albuquerque, organisé tous les ans aux États-Unis (Nouveau-Mexique). Le Mondial Air Ballons détient le record, établi le 28 juillet 2017, de 456 montgolfières alignées simultanément.
Créé en 1989 par Philippe Buron Pilâtre, le Mondial Air Ballons accueille tous les deux ans plus de 500 000 spectateurs durant dix jours sur l'aérodrome de Chambley, une ancienne base aérienne de l'OTAN (Chambley Air Base).
Événement populaire, compétition aérienne et promotion touristique : les retombées économiques directes sont estimées au sein de la région Grand Est à treize millions d'euros lors de chaque édition, pour un budget de 2,3 millions d'euros.

## Historique

### La genèse du projet
Plus de 200 ans après le célèbre envol de Jean-François Pilâtre de Rozier à bord du Flesselles, est imaginé en 1986 un grand rassemblement de montgolfières alors nommé Fraternité 89. Bien qu'il ne devait être qu'unique, l'événement s'est transformé en biennale à l'issue de la première édition.
Dès sa genèse, le projet se veut ambitieux. Il exige de trouver un terrain assez grand (plus de 200 hectares entre Metz et Nancy), constituer une équipe, inventer le spectacle et trouver des partenaires pour un budget de plus de douze millions de francs. La date choisie pour correspondre à la volonté touristique de permettre au plus grand nombre d'assister à l'événement est l'été. C'est d'ailleurs la meilleure période pour les montgolfières et pour les pilotes et équipages qui sont à 90 % des amateurs et non des professionnels, donc qui ne peuvent se déplacer que pendant leurs périodes de vacances.

### Édition 2007
- 10e édition du 27 juillet au 5 août 2007.

Quelques chiffres :
- plus de soixante animations ;
- une tentative de record du monde : décollage simultané en ligne de 219 montgolfières ;
- 961 montgolfières ;
- 1 187 pilotes ;
- plus de 350 000 visiteurs.

### Édition 2009
- 11e édition du 24 juillet au 2 août 2009.

- 20e anniversaire du Lorraine Mondial Air Ballons.

Quelques chiffres :
- 70 animations différentes ;
- 1 034 pilotes de 47 nationalités différentes ;
- 863 montgolfières ;
- 425 000 spectateurs ;
- Homologation du record du monde de décollage en ligne de 329 montgolfières.

### Édition 2011
- 12e manifestation du 22 juillet au 31 juillet 2011. Le site de Chambley Planet'Air s'ouvre durablement à tous les sports de l'Air[3].
- Retour aux fondamentaux et à la passion du ballon ;
- Nouveaux parkings et accès ;
- Implantations et public au cœur de la rencontre ;
- Gonflement de nuit, animations, etc.

Quelques chiffres :
- Vingt mois de préparation ;
- 4 725 envols en dix jours ;
- Moyenne de 315 montgolfières par vol ;
- 1 032 pilotes provenant de 48 nations, 2 672 membres d'équipage ;
- 300 000 spectateurs ;
- Trois dimensions : statique, virtuelle et dynamique ;
- Nouveau record du monde, établi le mercredi 27 juillet 2011 avec le décollage simultané de 343 montgolfières[4].

### Édition 2013
- 13e manifestation du 26 juillet au 4 août 2013 ;
- Deux envols prévus par jour de centaines de montgolfières à 6 h 30 et 18 h 30 ;
- Démonstrations, expositions, initiations et ateliers autour du « Monde de l'Air » ;
- Quatre villages : Ballonville Public, Ballonville Partenaire, Ballonville Pilote et Ballonville Organisation ;
- Nocturnes (gonflement de nuit, cinéma, astronomie…) tout au long des dix jours de l'évènement ;
- L'aérodrome de Chambley Planet'Air accueille désormais dans six hangars : ULM, planeur, avion, hélicoptère, montgolfière…

### Édition 2015
L'édition 2015 du Lorraine Mondial Air Ballons marque la 14e manifestation. Elle a débuté le vendredi 24 juillet et, en raison de conditions météorologiques défavorables, le premier envol de montgolfières n'a pu avoir lieu que le matin du dimanche 26 juillet. À l'occasion de la « Grande Ligne », le record du monde de l'envol simultané de montgolfières a été battu pour s'établir à 433 ballons, répartis sur trois lignes formant une longueur totale de plus de six kilomètres. L'événement bat ainsi son propre record (391) établit lors de l'édition 2013 et reste le premier mondial en nombre de ballons, devant le rassemblement Albuquerque International Balloon Fiesta, au Nouveau-Mexique (États-Unis).
L'édition 2015 en chiffres :
- Record du monde de l'envol simultané de montgolfières : 433 ballons (réalisé le 26 juillet) ;
- Record du nombre de ballons alignés de nuit : 62 ;
- L'affluence a été supérieure à 300 000 visiteurs sur l'ensemble du Mondial[6].

### Édition 2017
Le Mondial Air Ballons (ou #MAB2017) s'est déroulé du 21 au 30 juillet 2017.
En raison de la réforme territoriale, le partenaire principal de l'événement — la Région Lorraine — a laissé la place à la nouvelle région Grand Est, regroupant les régions Alsace, Champagne-Ardenne, et Lorraine.
Le record de 2015 est battu, avec 456 montgolfières prenant leur envol le 28 juillet.

### Édition 2019
La 16e édition se tient du 26 juillet au 4 août 2019.

### Édition 2021
La 17e édition se tient du 23 juillet au 1er août 2021.

### Édition 2023 et fin de l'événement
La 18e et dernière édition se tient du 21 au 30 juillet 2023.
À l'issue de cette édition, l'organisateur historique, Philippe Buron-Pilatre, a pris sa retraite et liquidé son entreprise. L'accord avec un repreneur potentiel a finalement été cassé,,,,,,,.

## Accueil et services
Une ville aéronautique prévue pour 40 000 personnes par jour pendant dix jours. On trouve sur place :
- Parkings et navettes ;
- Sécurité ;
- Point info ;
- Restauration ;
- Aire d'accueil de camping cars ;
- etc.

Depuis l'entrée, un grand boulevard, le long de l'aire d'envol, dessert quatre villages dénommés « BallonVille ». Celui du public, des équipages et concurrents, des partenaires et enfin le village organisation. Vingt mois sont nécessaires pour mettre en place cet événement pour une petite équipe de cinq salariés et deux consultants. Durant un mois, trois cents volontaires (venus de quatorze nations) rejoignent le site pour occuper toutes les fonctions que cette petite ville aéronautique requiert.
Trois moments forts ponctuent chaque jour : envol du matin, celui du soir et la nocturne.

## L'aérodrome de Chambley
L'ancienne base aérienne de l'OTAN (Chambley Air Base) est sise sur plusieurs communes dont Chambley, Saint-Julien-lès-Gorze, Dommartin-la-Chaussée et Hagéville en Meurthe-et-Moselle. Sur près de la moitié des cinq cents hectares de ce qui fut une base de l'OTAN puis une base d'exercice de l'Armée de l'Air, les anciens casernements et bâtiments militaires ont été rasés, le terrain dépollué et la chapelle restaurée. Une nouvelle tour de contrôle a remplacé celle qui était devenue vétuste, une zone sécurisée pour le stockage de gaz propane nécessaire au fonctionnement de montgolfières a été organisée et le réseau routier interne rénové et adapté, le tout principalement sous l'égide du conseil régional de Lorraine en vue d'y développer un pôle aéronautique majeur au cœur du Parc naturel régional de Lorraine. 
Bien que partiellement occupé côté sud par une entreprise privée de fabrication de menuiserie industrielle et une école de conduite et de pilotage automobile, le reste du site reste tourné vers des activités aéronautiques. En plus de la présence permanente d'un aéro-club de loisir (Les Ailes Mosellanes) et d'un club d'ULM (ULM Chambley), une suite de dix jours d'été de chaque année impaire voit l'organisation d'un rassemblement international de montgolfières, Biennale nommée depuis 2019 le GEMAB (Grand Est Mondial Air Ballons). À cette occasion, l'endroit devient une vaste aire d'envol où évoluent chaque jour, en plus des montgolfières, divers types d'engins volants. Une aire de camping temporaire est réservée aux tentes ou caravanes de plusieurs équipages d'aéronautes et des parkings sont aménagés à proximité, pour accueillir plus de trente mille voitures en même temps.
De 2009 à 2011, côté nord, la région Lorraine a fait construire six grands hangars (regroupés sous l'appellation Planet'Air) afin d'y accueillir les locaux d'associations de loisirs et d'activités aéronautiques. Trois pistes d'envol ou de service occupent l'axe principal du terrain.